# Bataille de Festubert
Première Guerre mondiale
Batailles
Front d'Europe de l’Ouest
- Liège (8-1914)
- Namur (8-1914)
- Frontières (8-1914)
- Anvers (9-1914)
- Grande Retraite (9-1914)
- Marne (9-1914)
- Course à la mer (9-1914)
- Yser (10-1914)
- Messines (10-1914)
- Ypres (10-1914)
- Givenchy (12-1914)
- 1re Champagne (12-1914)
- Hartmannswillerkopf (1-1915)
- Neuve-Chapelle (3-1915)
- 2e Ypres (4-1915)
- Colline 60 (4-1915)
- Artois (5-1915)
- Festubert (5-1915)
- Quennevières (6-1915)
- Linge (7-1915)
- 2e Artois (9-1915)
- 2e Champagne (9-1915)
- Loos (9-1915)
- Verdun (2-1916)
- Redoute Hohenzollern (3-1916)
- Hulluch (4-1916)
- 1re Somme (7-1916)
- Fromelles (7-1916)
- Arras (4-1917)
- Vimy (4-1917)
- Chemin des Dames (4-1917)
- 3e Champagne (4-1917)
- 2e Messines (6-1917)
- Passchendaele (7-1917)
- Cote 70 (8-1917)
- 2e Verdun (8-1917)
- Malmaison (10-1917)
- Cambrai (11-1917)
- Bombardements de Paris (1-1918)
- Offensive du Printemps (3-1918)
- Lys (4-1918)
- Aisne (5-1918)
- Bois Belleau (6-1918)
- 2e Marne (7-1918)
- 4e Champagne (7-1918)
- Château-Thierry (7-1918)
- Le Hamel (7-1918)
- Amiens (8-1918)
- Cent-Jours (8-1918)
- 2e Somme (9-1918)
- Bataille de la ligne Hindenburg
- Meuse-Argonne (10-1918)
- Cambrai (10-1918)

Front italien
Front d'Europe de l’Est
Front des Balkans
Front du Moyen-Orient
Front africain
Bataille de l'Atlantique
La bataille de Festubert est une bataille de la Première Guerre mondiale qui eut lieu du 15 au 27 mai 1915 près de Festubert en France, opposant les armées de l'Empire britannique aux armées allemandes.

## Contexte
Cette bataille se déroule parallèlement à la seconde bataille de l'Artois et a été entreprise pour empêcher les Allemands d'amener sur ce front leurs troupes de réserve.

## Déroulement de la bataille

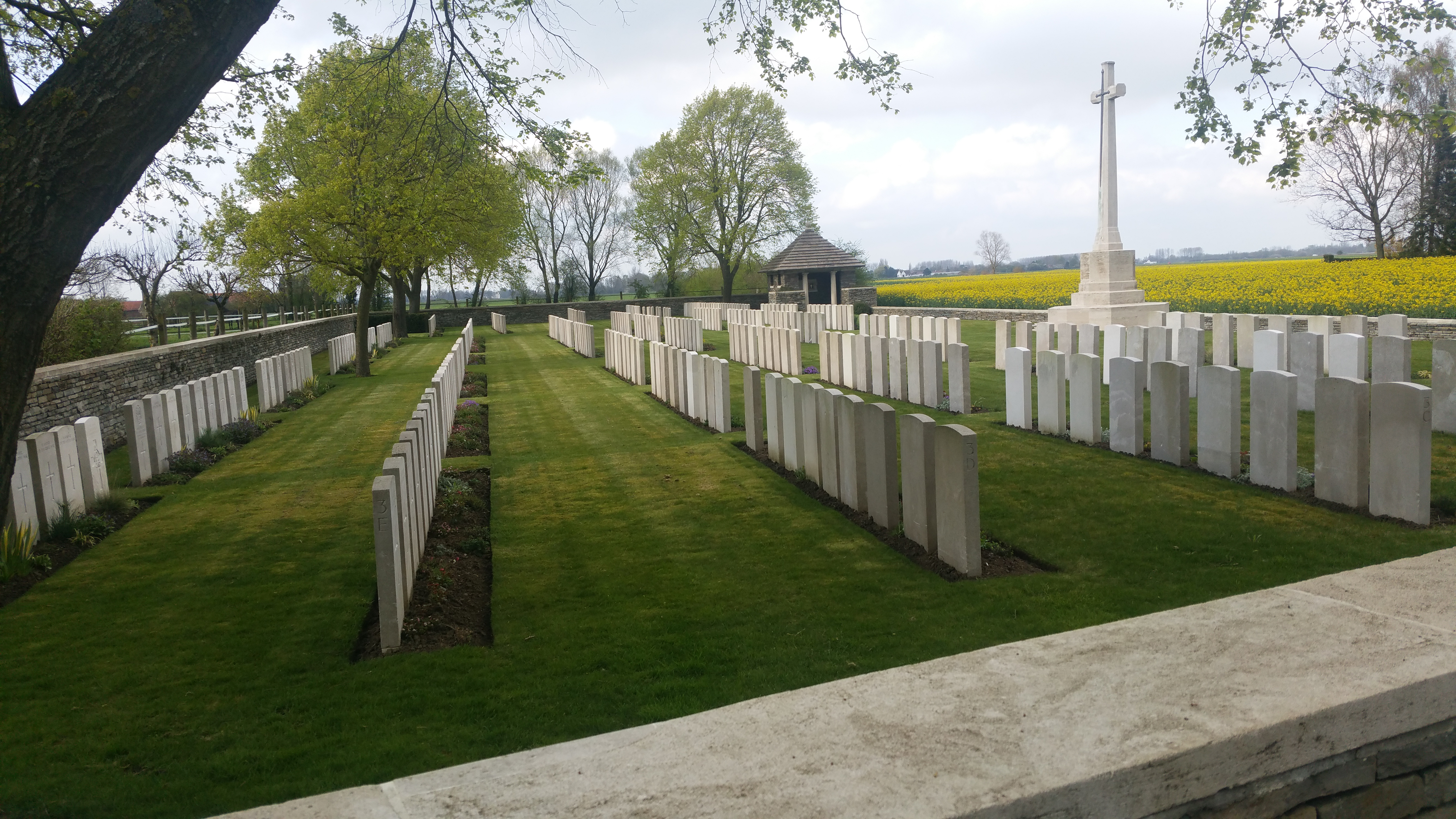
Vue du Post Office Rifles Cemetery, un cimetière militaire comportant les tombes de soldats britanniques ayant combattu lors de la bataille de Festubert.

L'attaque est lancée par la première armée britannique commandée par Douglas Haig contre les troupes allemandes disposées entre Neuve-Chapelle au nord et Festubert au sud. Devant être menée par les troupes indiennes, cet assaut est à cette occasion le premier lancé par l'armée britannique de nuit.
L'assaut est précédé d'un bombardement continu d'artillerie de 60 heures par 433 canons qui lancent 100 000 obus. Les dommages causés à la sixième armée allemandes sont faibles mais l'attaque menée permet d'avancer dans de bonnes conditions météorologiques dans les lignes allemandes. L'attaque est renouvelée le 16 et le 19 mai, les 2e et 7e divisions britanniques se retirent en raison de pertes élevées.
Le 18 mai, la 1re division canadienne ainsi que la 51e division progressent mais moins fortement que les jours précédents en raison de la réaction de l'artillerie allemande. Les Britanniques creusent donc de nouvelles tranchées sur une nouvelle ligne de front sous un temps de forte pluie. Parallèlement à cela, les Allemands amènent suffisamment de renforts pour renforcer leurs lignes.
Du 20 au 25 mai, l'attaque est renouvelée ce qui permet de reprendre aux Allemands le village de Festubert au prix de 16 000 pertes pour une avancée de moins d'un kilomètre.

## Pour approfondir